# Waldo Ponce
Waldo Alonso Ponce Carrizo (Los Andes, 1982. december 4. –) chilei válogatott labdarúgó.
A chilei válogatott tagjaként részt vett a 2010-es világbajnokságon és a 2011-es Copa Américán.

## Sikerei, díjai
Vélez Sársfield
- Argentin bajnok (1): 2009 Clausura

Universidad Católica
- Chilei bajnok (1): 2010

Universidad de Chile
- Chilei bajnok (2): 2000, 2014 Apertura